# Real Federación Española de Gimnasia
La Real Federación Española de Gimnasia (RFEG), es el máximo organismo nacional de gimnasia en España. Su sede está en Madrid y su actual presidente es Jesús Carballo Martínez. Tiene su origen en la fundación en 1899 de la Federación Gimnástica Española, siendo por tanto la segunda Federación más antigua de España, detrás de la de ciclismo.
Está integrada a su vez por 19 federaciones autonómicas y ostenta la representación en España de la Federación Internacional de Gimnasia (FIG) y de la Unión Europea de Gimnasia (UEG). Las disciplinas de gimnasia que competen a la RFEG son la gimnasia artística, la gimnasia rítmica, la gimnasia en trampolín, la gimnasia aeróbica, la gimnasia acrobática y la gimnasia para todos. Las competiciones más importantes que organiza son el Campeonato de España Individual de Gimnasia Rítmica, el Campeonato de España de Conjuntos de Gimnasia Rítmica y el Campeonato de España de Gimnasia Artística. En 2018 ha coorganizado el Campeonato Europeo de Gimnasia Rítmica en Guadalajara.
En España, la gimnasia (en todas sus modalidades) es el deporte más practicado, siendo desarrollada por un 34,6 % de practicantes deportivos según la Encuesta de Hábitos Deportivos 2010 del CSD. La disciplina competitiva de gimnasia más practicada en España es la gimnasia rítmica, siendo la 4ª disciplina deportiva más practicada entre niñas y adolescentes, solo superada por la natación, el baloncesto y el fútbol, según la Encuesta de Hábitos Deportivos de la Población Escolar (2011), elaborada por el CSD.

## Disciplinas y equipos
1. Gimnasia artística: Selección nacional de gimnasia artística masculina y selección nacional de gimnasia artística femenina
2. Gimnasia rítmica: Selección nacional de gimnasia rítmica
3. Gimnasia en trampolín: Selección nacional de gimnasia en trampolín
4. Gimnasia aeróbica: Selección nacional de gimnasia aeróbica
5. Gimnasia acrobática: Selección nacional de gimnasia acrobática
6. Gimnasia para todos

## Historia

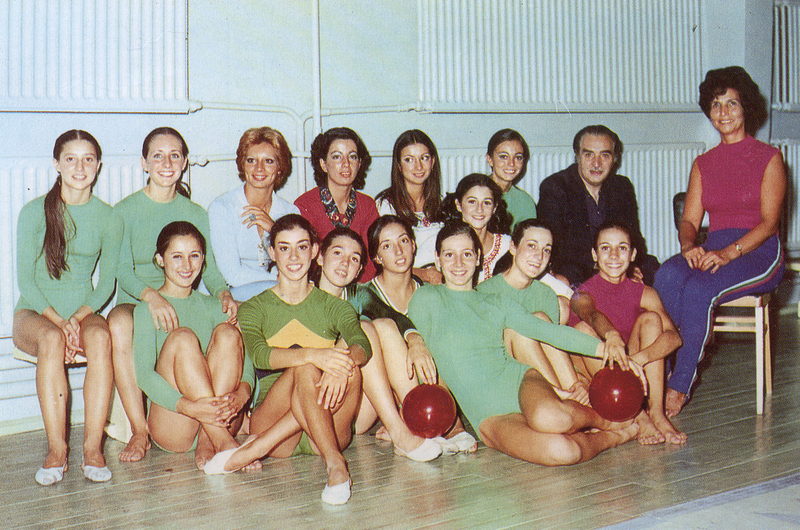
La primera selección nacional de gimnasia rítmica de España (1975).

La actual Real Federación Española de Gimnasia (al igual que otras federaciones, como la de atletismo o fútbol) tiene su antecedente en la Federación Gimnástica Española (también conocida como Federación Española de Sociedades Gimnásticas), que fue fundada en 1899 tras ser impulsada por un llamamiento de Narciso Masferrer en su publicación Los Deportes el año anterior. El 7 de junio de 1898 se nombró de forma provisional un primer Comité Ejecutivo. El primer presidente de la Federación fue José Canalejas.
El 26 de septiembre de 1899, se fundó oficialmente la Federación Gimnástica Española en el marco de su primera Asamblea General, celebrada en Madrid. La Federación Española de Gimnasia es por tanto la segunda federación deportiva española más antigua tras la de ciclismo. La Federación Gimnástica Española celebraría tres Asambleas Generales más: en 1900 en Barcelona, en 1901 en Zaragoza y en 1902 nuevamente en Barcelona. Además, organizó las denominadas Fiestas Federales, que incluían competiciones de varios deportes. El 20 de marzo de 1902, la Federación fue declarada «Sociedad de verdadera utilidad pública» por el Gobierno de España. El concurso deportivo organizado por la Federación en Barcelona durante las Fiestas de la Merced en septiembre de 1902 es considerado por algunos autores como la primera gran exhibición del deporte español. A partir de ese año, la Federación comenzó su declive. En 1906, Narciso Masferrer, entre otras personas, lamentaron la desaparición de la Federación Gimnástica Española en las páginas de El Mundo Deportivo.

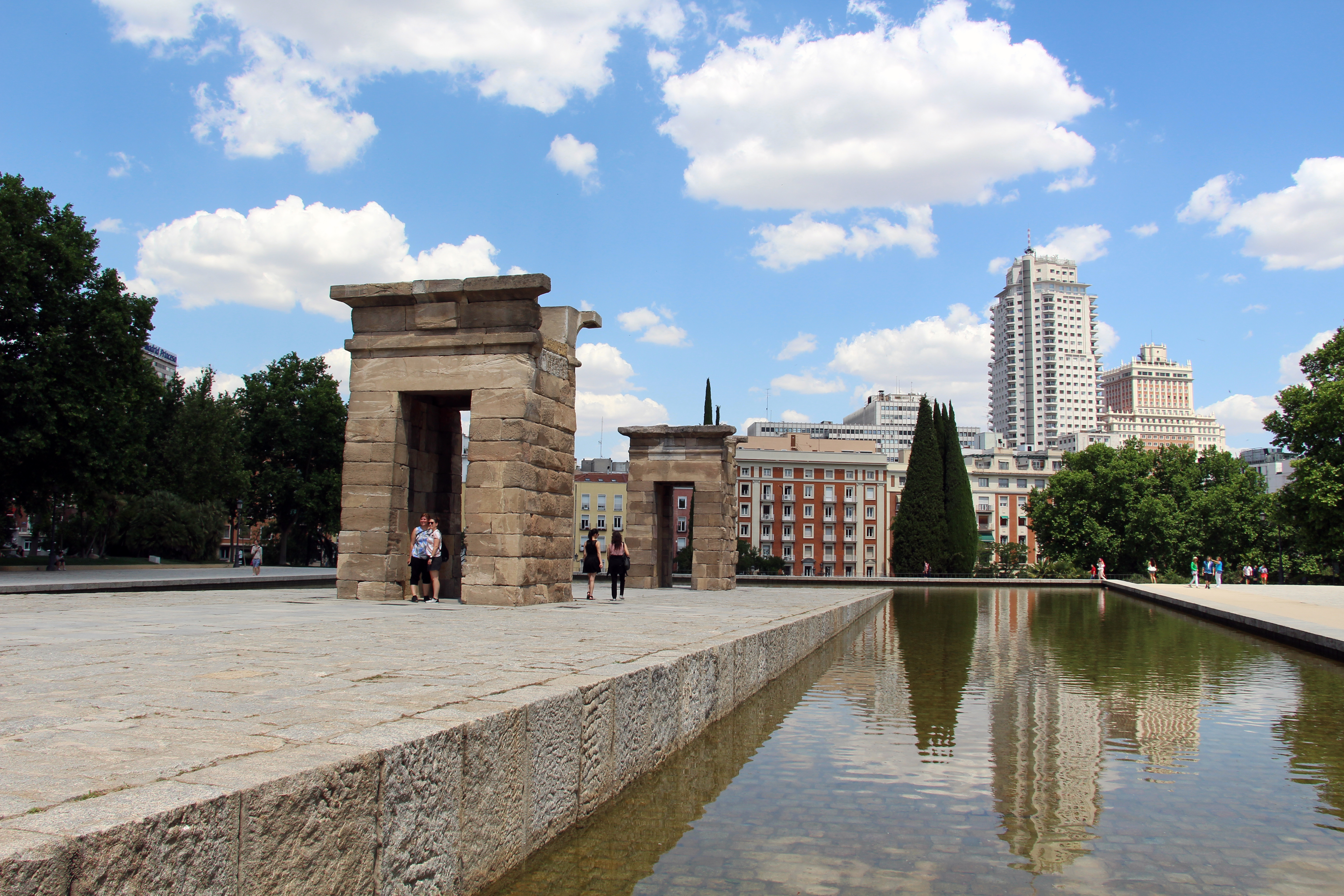
Sede de la RFEG (al fondo), frente al Templo de Debod.

En junio de 1932, a iniciativa de la Sociedad Gimnástica Española, se constituyó la actual Federación Española de Gimnasia, aunque siguió conservando algunos años el nombre de Federación Gimnástica Española o Confederación Gimnástica Española. En 1933 se adhesionó a la Federación Internacional de Gimnasia. En 1941 organizó el primer Campeonato de España de Gimnasia Artística masculino, mientras que en 1953 se realizó el primero femenino. A partir de 1966, la Federación Española de Gimnasia se escindió de la de peso.
En 1974, la Federación Española de Gimnasia creó la selección nacional de gimnasia rítmica de España y en 1975 se organizaron tanto los primeros Campeonatos de España de Gimnasia Rítmica Individual y de Conjuntos, como el Campeonato Mundial de Gimnasia Rítmica de Madrid, el primer Mundial de gimnasia rítmica organizado en España. En 1999, la Real Federación Española de Gimnasia celebró mediante diversos actos su primer centenario.

## Presidentes
Etapa como Federación Gimnástica Española

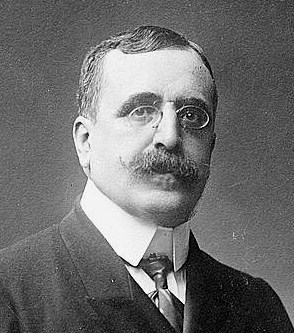
José Canalejas, primer presidente de la Federación.

- José Canalejas Méndez (1898 - 1900). Primer presidente de la Federación Gimnástica. Nacido en Ferrol en 1854, fue un abogado y político liberal que llegó a ser presidente del Gobierno desde 1910 hasta su asesinato en 1912.
- Rafael Rodríguez Méndez (1900 - 1902). Nacido en Granada en 1845 y fallecido en 1919, fue médico y político, siendo rector de la Universidad de Barcelona de 1902 a 1905.
- Joaquín Bonet y Amigó (1902 - 1904 aprox.). Barcelonés nacido en 1852. Fue obstetra, catedrático, político y financiero, siendo rector de la Universidad de Barcelona de 1905 a 1913 y Senador del Reino desde 1901 hasta su muerte en 1913.

Segunda etapa
- César Juarros y Ortega (1933 - Inicio de la Guerra Civil).[12] Primer presidente de la Confederación Gimnástica Española tras su refundación en 1932. Bajo su mandato se adhesiona en 1933 a la Federación Internacional de Gimnasia. Nacido en Madrid en 1879 y fallecido en 1942, fue psiquiatra, psicopedagogo, literato y desde 1929 miembro de la Real Academia Nacional de Medicina.
- Joaquín Vierna Belando (1939 - 1951).[13] Primer presidente de la Confederación Gimnástica Española tras la Guerra Civil. De origen santanderino, nació en Galicia y falleció el 27 de febrero de 1983. General de Infantería, fue fundador del primer equipo de polo en La Coruña y profesor de Educación Física por la Escuela de Toledo.[14] Tuvo como secretarios a Miguel Guevara y Augusto Brunet.
- Ramón García Ráez (1951 - 1957).[15][16] Nació el 14 de mayo de 1904 y falleció el 26 de marzo de 1980. General de Brigada de Infantería de Marina y Mutilado de Guerra. Fue campeón de natación en la Marina y profesor de Educación Física por la Escuela de Toledo. En la Federación su secretario fue Augusto Brunet.
- Carlos Gutiérrez Salgado (1957 - 1966). Madrileño, nació el 16 de diciembre de 1919. Campeón de España de gimnasia deportiva en 1942, 1945 y 1946, licenciado en Educación Física y Deportes, y Doctor en Medicina y Cirugía. Fue cofundador y vicepresidente de la Federación Española de Medicina del Deporte (1950), médico-director del Gimnasio General Moscardó de Madrid (1952 - 1966), y cofundador y subdirector jefe de estudios del Instituto Nacional de Educación Física (1966 - 1977) y director del mismo (1977 - 1979). Medalla de Oro de la Real Orden del Mérito Deportivo (2011).[17] Su secretario general en la Federación fue Ángel Moreno Fernández de Betoño.

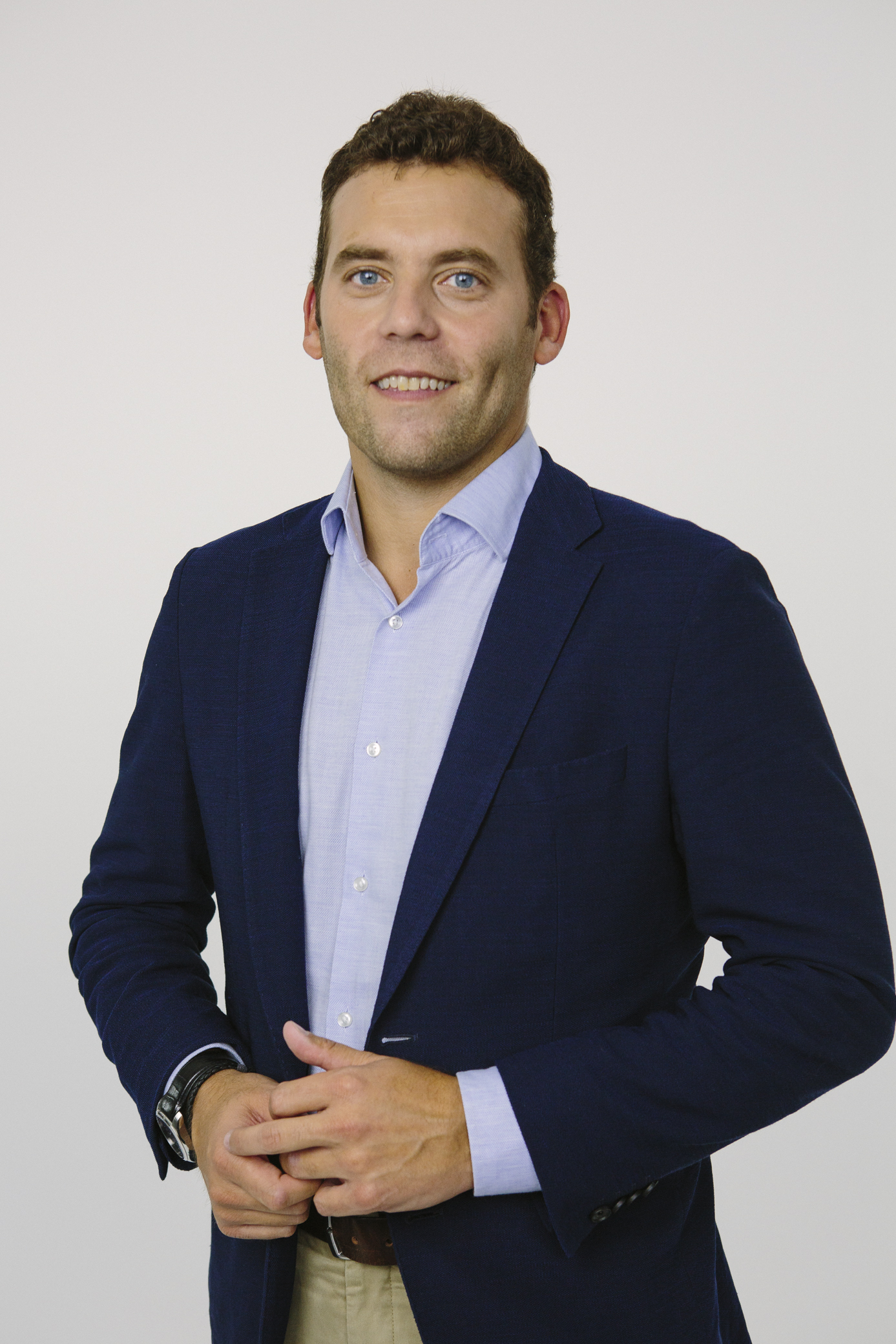
Jesús Carballo, actual presidente de la Federación.

- Félix Fernández Fernández (1966 - 1982). Nacido en Madrid e industrial. Miembro del Comité Ejecutivo de la Federación Internacional de Gimnasia y desde 1984 Miembro de Honor de la misma. Recibió la Copa García Doctor de 1981. Falleció el 17 de julio de 1994 a los 78 años de edad.[18] En la Federación tuvo como secretario general a Ángel Moreno Fernández de Betoño.
- Ángel Gómez Roldán (1982 - 1984).[19] Santanderino, nació el 2 de mayo de 1935. Administrativo, llegó a la presidencia de la Federación Española tras haberlo sido cinco años de la Federación Castellana. Miembro ejecutivo de la Unión Europea de Gimnasia. Su secretario en la RFEG fue Emilio García Manrique. En esta etapa, Carmen Algora fue directora del Comité Técnico de Gimnasia Rítmica.
- Carmen Algora de Sanjuan (1984 - 1991).[20] Licenciada en Educación Física. Llegó a la presidencia tras haber sido entrenadora del conjunto de gimnasia rítmica con Ivanka Tchakarova y directora del Comité Técnico de Gimnasia Rítmica. Fue la primera presidenta de la Unión Iberoamericana de Gimnasia. Desde 1989 fue miembro del Comité Ejecutivo de la Federación Internacional de Gimnasia. En la RFEG tuvo como secretarios a José Luis Córdoba Murias y José Francisco García de Castro. En esta etapa, Manuela Fernández del Pozo fue directora del Comité Técnico de Gimnasia Rítmica.
- Jesús Orozco Nestares (1991 - 1993). Fue también nombrado miembro del Comité Ejecutivo de la Federación Internacional de Gimnasia en 1992. En la RFEG su secretario fue Jesús Méndez.
- Jesús Méndez Díaz (1994 - 1998).
- Ángel Bacigalupi Cuervo (1998 - 2000).
- Antonio Esteban Cerdán (2001 - 2010).
- Jesús Carballo Martínez (2010 - actualidad). Nacido en Madrid en 1976, fue bicampeón del mundo de gimnasia artística en barra fija. Medalla de Oro de la Real Orden del Mérito Deportivo (2000). Es hijo del exseleccionador nacional Jesús ''Fillo'' Carballo.

## Medalla al Mérito Gimnástico
La Medalla al Mérito Gimnástico es el nombre actual de un galardón que otorga la Real Federación Española de Gimnasia. A continuación se desarrolla un listado parcial de las personas e instituciones que han recibido la Medalla al Mérito Gimnástico o, en caso de que se indique entre paréntesis, galardones similares de la Federación Española de Gimnasia, como por ejemplo los Trofeos al Mérito Gimnástico creados en 1964.
| 1954 - Isidro Jiménez (gimnasta) (Copa al Mérito Gimnástico) 1958 - Jesús Sánchez Miralles (directivo y juez) (Trofeo al Mérito Gimnástico) 1960 - Santiago Bernabéu (directivo) (Trofeo al Mérito Gimnástico) 1961 Trofeos al Mérito Gimnástico 1960: - Gimnasia deportiva: Elena Artamendi y Jaime Belenguer (Placa de Plata al Mérito Gimnástico) - Levantamiento de pesos: Espartaco Antonio Moscoso - Sociedades: Gimnasio Armando Blume - Directivos: Cándido Figar - Prensa: José María Miret - Extraordinarios: José Bassol y Ernesto Nocolet (entrenadores) 1962 - Jaime Belenguer (Placa de Plata al Mérito Gimnástico) Trofeos al Mérito Gimnástico 1961: - Gimnasia: Hermenegildo Martínez Sabido - Halterofilia: José L. Izquierdo Talavera - Sociedad o club: Gimnasio García Alsina (Placa al Mérito Gimnástico) - Directivo de Federación: Joaquín Comes Beltrán - Federación u organismo oficial: Regional del Sur - Prensa: José María Miedes - Extraordinario: Carlos Pujol 1963 - José Gordillo (levantador de peso) (Trofeo al Mérito Gimnástico 1962 / Placa al Mérito Gimnástico) 1965 - Club Natación Sevilla (Trofeo al Mérito Gimnástico 1964 / Placa al Mérito Gimnástico) 1966 - Jaime Belenguer (Placa de Plata al Mérito Gimnástico) - Lorenzo Muñoz (periodista) (Trofeo al Mérito Gimnástico 1965) 1967 - Francisco Mateos (levantador de peso) (Trofeo al Mérito Gimnástico 1966) - Antonio González (Trofeo al Mérito Gimnástico 1966) - Club Gimnasio Armando Blume (Placa al Mérito Gimnástico 1966) - Ayuntamiento de Sevilla (Placa al Mérito Gimnástico 1966) - Luis Abaurrea (Placa al Mérito Gimnástico 1966) - Alberto Llorens (Placa al Mérito Gimnástico 1966) 1968 Trofeos al Mérito Gimnástico 1967: - Gimnasta: José Ginés Siu - Club o entidad: Club Deportivo Parque Móvil de Madrid - Federación u organismo oficial: Federación Castellana de Gimnasia - Directivo: Srta. López García y Sres. Moreno, Varez, Romero, Perea y Cajido - Prensa, radio y televisión: Televisión Española - Extraordinario: Enrique González Candelas (entrenador y juez) 1970 Trofeos al Mérito Gimnástico 1969: - Gimnasta: Juan Quintana Sintes - Club o entidad: Colegio San Miguel - Federación u organismo oficial: Delegación Provincial de la Sección Femenina de Barcelona - Directivo: Luis Aparicio - Prensa, radio y televisión: Fernando Huerta Brocate - Extraordinario: Pilar Primo de Rivera 1971 Trofeos al Mérito Gimnástico 1971: - Gimnasta: Dolores Tello - Club o entidad: Club Deportivo Bilbao - Federación u organismo oficial: Ayuntamiento de Albacete - Directivo: José Iván Díez Cortina - Prensa, radio y televisión: José María Lorente - Extraordinario: Shogo Hitomi (entrenador) 1972 Premios al Mérito Gimnástico 1972 (Placa al Mérito Gimnástico): - Francesc Llobet i Arnan (político), Club Gimnástico de Tarragona, Fernando Huerta Brocate (periodista), Lorenzo Pavesio (periodista), Enrique Gil de la Vega Gilera (periodista), Francisco Segovia (periodista) y General Agulla (a título póstumo) 1976 - José María Miedes (periodista) (Trofeo al Mérito Gimnástico) | 1978 - Club Gimnástico San Blas 1981 - Club Escuela Gimnasia Rítmica de Zaragoza 1982 - Marta Bobo 1984 Medalla al Mérito Gimnástico 1983: - Laura Muñoz Ilundain - Pino Díaz (Placa al Mérito Gimnástico) Medalla al Mérito Gimnástico 1984: - Conjunto español de gimnasia rítmica de 1984: Pilar Domenech, María Fernández Ostolaza, Virginia Manzanera, Eva Obalat, Nancy Usero, Graciela Yanes, Rocío Ducay, Ofelia Rodríguez Medalla Especial al Mérito Gimnástico 1984: - Pedro Guillén (médico) 1985 - Ana Manso (gimnasta) 1986 - Aurora Martínez (entrenadora) 1987 Medallas al Mérito Gimnástico 1986: - Antonio Fraguas (gimnasta), María Luz Palomero, Pere Domínguez y Félix Cusine (jueces internacionales) y José María Alemany y José María Ducamp (periodistas) Placas al Mérito Gimnástico 1986: - Generalidad de Cataluña, Ayuntamiento de Barcelona, Diputación de Barcelona y Centro Gimnástico Barcelonés Medallas Especiales al Mérito Gimnástico 1986: - Josep Lluís Vilaseca, Enric Truño y Jordi Vallverdú (políticos) 1988 - Laura Muñoz Ilundain - Conjunto español de gimnasia rítmica de 1987: Marisa Centeno, Ana Carlota de la Fuente, Natalia Marín, Ana Martínez, Mari Carmen Moreno, Marta Pardós, Astrid Sánchez, Elena Velasco - Arancha Marty - Álvaro Montesinos Yago - Teresa Carus - Alfonso Rodríguez de Sadia 1989 - Maisa Lloret 1990 - Ada Liberio 1991 - Conjunto español de gimnasia rítmica de 1991: Débora Alonso, Lorea Elso, Bito Fuster, Isabel Gómez, Montse Martín, Gemma Royo, Marta Aberturas, Cristina Chapuli - Conjunto español júnior de gimnasia rítmica de 1991: María Álvarez, Verónica Bódalo, Sonia Bermejo, Susana Gómez, Pilar Rodrigo, Eva Velasco, Estefanía Ariza, Eva Bartolomé - Arancha Marty 2006 - Elena Gómez, Gervasio Deferr, Patricia Moreno, Rafa Martínez, Jesús Carballo Martínez, Sara Moro y Jonatan Cañada - Javier Martín de Burgo (político) |

## Premios, reconocimientos y distinciones
Listado de galardones que ha recibido la Federación Española de Gimnasia desde su fundación.
- Trofeo General Moscardó de 1957 a la mejor federación deportiva española, entregado por la Delegación Nacional de Educación Física y Deportes (1958)
- Trofeo Federaciones de 1978 a la mejor federación deportiva española, entregado por el Consejo Superior de Deportes (1979)
- Placa Olímpica al Mérito Deportivo, otorgada por el Comité Olímpico Español (2009)[57]

## Federaciones autonómicas
La RFEG está integrada por 19 federaciones de ámbito autonómico:
1. Federación Andaluza de Gimnasia
2. Federación Aragonesa de Gimnasia
3. Federación Asturiana de Gimnasia
4. Federación Canaria de Gimnasia
5. Federación Cántabra de Gimnasia
6. Federación Catalana de Gimnasia
7. Federación de Castilla-La Mancha de Gimnasia
8. Federación de Castilla y León de Gimnasia
9. Federación de Ceuta de Gimnasia
10. Federación de Gimnasia de las Islas Baleares
11. Federación Extremeña de Gimnasia
12. Federación Gallega de Gimnasia
13. Federación Madrileña de Gimnasia
14. Federación Melillense de Gimnasia
15. Federación Murciana de Gimnasia
16. Federación Navarra de Gimnasia
17. Federación Riojana de Gimnasia
18. Federación Valenciana de Gimnasia
19. Federación Vasca de Gimnasia